# فرد رست
فرد رست هو سياسي أمريكي، ولد في 10 ديسمبر 1908، وتوفي في 26 مايو 2003. نشط حزبياً في الحزب الجمهوري. وقد انتخب عضو جمعية ولاية ويسكونسن ‏.